# Залещицкий район
Зале́щицкий райо́н (укр. Залі́щицький райо́н) — упразднённая административная единица на юге Тернопольской области Украины. Административный центр — город Залещики.

## Географическое положение
Зале́щицкий район граничил на севере с Чортковским районом Тернопольской области, на юге — с Заставненским районом Черновицкой области, на юго-западе — с Городенковским районом Ивано-Франковской области, на западе — с Бучачским, на востоке — с Борщёвским районами Тернопольской области.
Площадь — 684 км² (13-е место среди районов).
Основные реки —
Волчков,
Джурин,
Днестр,
Криница,
Луча,
Поросячка,
Серет,
Тупа,
Хромовая.
На реке Джурин расположен самый крупный равнинный водопад Украины — Джуринский (Червоноградский) водопад.

## История
Район образован 20 января 1940 года.
До 1944 года на территории района располагался ныне заброшенный город Червоноград.
В ходе административно-территориальной реформы в Украине, в 2020 году район был упразднён, его территория вошла в состав Чортковского района. На территории района были сформированы Залещицкая и Толстенская территориальные общины. Территория Мышковского сельского совета вошла в состав Бильче-Золотецкой сельской общины.

## Демография
Население района составляло 45 541 человек (данные 2019 г.), в том числе в городских условиях проживало 12 367 человек, в сельских — 33 174 человека.

## Административное устройство
На момент упразднения район включал в себя:
| - Городских советов: 1 - Поселковых советов: 1 - Сельских советов: 35 | - Городов: 1 - Посёлков городского типа: 1 - Сёл: 53 |

### Местные советы[6]
| - Залещицкий городской совет - Толстенский поселковый совет - Бедриковский сельский совет - Блищанский сельский совет - Буряковский сельский совет - Винятинский сельский совет - Ворвулинский сельский совет - Головчинский сельский совет - Городокский сельский совет - Дзвинячский сельский совет - Добровлянский сельский совет - Дорогичевский сельский совет - Дуневский сельский совет - Дуплисский сельский совет - Зеленогайский сельский совет - Зозулинский сельский совет - Ивано-Золотовский сельский совет - Касперовский сельский совет - Колодробский сельский совет | - Кошиловский сельский совет - Кулаковский сельский совет - Литячевский сельский совет - Лысовский сельский совет - Мышковский сельский совет - Новосёлковский сельский совет - Нырковский сельский совет - Подольский сельский совет - Садковский сельский совет - Синьковский сельский совет - Слободский сельский совет - Солёненский сельский совет - Торсковский сельский совет - Угриньковский сельский совет - Устечковский сельский совет - Хмелевский сельский совет - Шиповецкий сельский совет - Шутроминский сельский совет |

### Населённые пункты[7]
| с. Ангеловка с. Бедриковцы с. Бересток с. Блищанка с. Буряковка с. Виноградное с. Винятинцы с. Ворвулинцы с. Выгода с. Гиньковцы с. Глушка с. Головчинцы с. Голограды с. Городок | с. Дзвиняч с. Добровляны с. Дорогичевка с. Дунев с. Дуплиска г. Залещики с. Зелёный Гай с. Зозулинцы с. Иване-Золотое с. Касперовцы с. Колодробка с. Королёвка с. Кошиловцы с. Кулаковцы | с. Лисичники с. Литячи с. Лысовцы с. Мышков с. Нагоряны с. Новосёлка с. Нырков с. Печорна с. Подолье с. Поповцы с. Рожановка с. Садки с. Свершковцы с. Синьков | с. Слободка с. Солёное с. Ставки пгт Толстое с. Торское с. Угриньковцы с. Устечко с. Хартоновцы с. Хмелева с. Шиповцы с. Шутроминцы с. Щитовцы с. Якубовка |